# Alexander Ignatjewitsch Tarassow-Rodionow

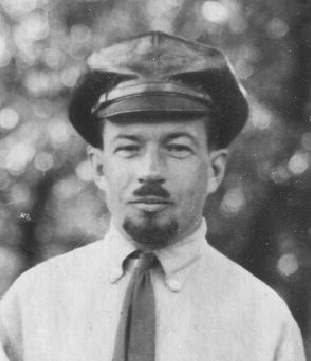
Alexander Tarassow-Rodionow

Alexander Ignatjewitsch Tarassow-Rodionow (russisch Алекса́ндр Игна́тьевич Тара́сов-Родио́нов; * 25. Septemberjul. / 7. Oktober 1885greg. in Astrachan; † 3. September 1938 in Kommunarka, Oblast Moskau) war ein russisch-sowjetischer Schriftsteller.

## Leben
Tarassow-Rodionow wurde bereits als Student an der Universität Kasan während der Russischen Revolution von 1905 Mitglied der Sozialdemokratischen Partei und schloss sich den Bolschewiki an. 1908 beendete er das Studium als Jurist. Im Ersten Weltkrieg wurde er 1915 zum Militärdienst einberufen und stieg bis 1917 zum Unterleutnant (Podporutschik) auf. An der Februar- und Oktoberrevolution 1917 nahm Tarassow-Rodionow aktiv teil; unter anderem war er an der Verhaftung General Krasnows beteiligt. Im Juli 1917 war er auf Grund politischer Tätigkeit kurzzeitig verhaftet worden. 1918 schloss die KPR (B) Tarassow-Rodionow wegen „verräterischer Haltung“ während der Haft 1917 aus; später wurde der Ausschluss nach Intervention Stalins wieder rückgängig gemacht.
Im Russischen Bürgerkrieg und bis 1922 diente Tarassow-Rodionow als Kommandeur einer Einheit der Roten Armee, bis 1924 war er als Ermittler des Obersten Tribunals Mitarbeiter des Volkskommissariats der Justiz.
Seine literarische Tätigkeit begann er 1922 mit der Powest Schokolade, die auch sein bekanntestes Werk blieb. Sie erregte weite Aufmerksamkeit und wurde von etablierten Autoren wie Sergei Jessenin hoch eingeschätzt. Tarassow-Rodionow gehörte zunächst der Literatorengruppe Kusniza („Schmiede“) an und war einer der Mitbegründer der Gruppe Oktober (Oktjabr). Später trat er der einflussreichen Russischen Assoziation Proletarischer Schriftsteller (RAPP) bei, die weitgehend der „Parteilinie“ folgte.
Während der Stalinschen Säuberungen wurde Tarassow-Rodionow am 27. April 1938 unter dem Vorwurf der Spionage verhaftet. Am 3. September 1938 wurde er zum Tode verurteilt, das Urteil am gleichen Tag in Kommunarka südlich von Moskau vollstreckt. Am 8. September 1956 wurde er rehabilitiert.

## Werke (Auswahl)
- Schokolade (Schokolad, 1922)
- Gras und Blut (Trawa i krow, 1924)
- Schwere Schritte (Tjascholyje schagi, in zwei Teilen):
  - Februar (Fewral, 1928)
  - Juli (Ijul, 1933)